# Environnement aux Émirats arabes unis
L'environnement aux Émirats arabes unis est l'environnement (ensemble des éléments - biotiques ou abiotiques - qui entourent un individu ou une espèce et dont certains contribuent directement à subvenir à ses besoins) du pays Émirats arabes unis.
Avec une production importante de pétrole, ce pays exerce de lourdes pressions sur l'environnement, entraînant une aggravation de la pollution et une surexploitation des ressources naturelles. Les émissions de CO2 par habitant aux Émirats arabes unis étaient de 19,47 tonnes par habitant en 2021. Les Émirats arabes unis appartiennent ainsi au groupe des pays qui émettent le plus de CO2 par habitant. 

## La biodiversité aux Émirats arabes unis
Le climat est désertique. Les oasis contrastent par leur végétation avec les milieux arides dominants, mais les zones sèches abritent de nombreuses espèces rares ou devenues rares, menacées ou protégées (par exemple le chat des sables). Les fonds marins abritent une grande richesse en biodiversité, notamment dans les milieux coralliens.

## Impacts sur les milieux naturels

### Activités humaines

#### Activités tertiaires
Le tourisme se développe à Dubaï.

### Pression sur les ressources

#### Pression sur les ressources non renouvelables
- production importante de pétrole

### Pression sur les sols et l'eau
Le pays est aride et connait des problèmes qualitatifs et quantitatifs d'alimentation en eau que les systèmes de désalinisation ne peuvent à ce jour compenser.

### Pollutions

#### Les émissions de gaz à effet de serre (GES)
En 2022, les émissions de gaz à effet de serre des Émirats arabes unis ont progressé de 7,54 % par rapport à 2021.
Les émissions de CO2 en 2021 étaient de 193 507 mégatonnes, faisant de les Émirats arabes unis est le 156e pays dans le classement des pays par émissions de CO2. Les émissions de CO2 par habitant aux Émirats arabes unis ont augmenté en 2021, où elles ont été de 19,47 tonnes par habitant. Les Émirats arabes unis appartiennent ainsi au groupe des pays qui émettent le plus de CO2 par habitant.

#### La pollution de l'air
L'air est souvent empoussiéré par les vents nocturnes, les tempêtes ou les travaux.

## Politique environnementale aux Émirats arabes unis
Longtemps le pétrole presque gratuit (environ 2,5 millions de barils de pétrole quotidiennement extraits dans le pays en 2008/2009) a découragé la recherche d'efficience énergétique et la sobriété du développement (chaque habitant des É.A.U. consomme environ 17 000 kWh/an d'électricité et 219 000 litres par an d'eau, soit plus qu'un Américain moyen).
Mais la perspective du pic pétrolier et de la fin du pétrole a modifié le point de vue des dirigeants et de la population. Le pays accueille maintenant le siège de l'Agence internationale pour les énergies renouvelables s'est doté d'un ministère de l'écologie qui prépare notamment la transition vers l'après-pétrole, c'est-à-dire le développement d'énergies douces, sûres et renouvelables. Les É.A.U. sont notamment à une latitude favorable à l'utilisation de technologies utilisant l'énergie solaire. Les recettes du pétrole sont maintenant pour partie investies dans le solaire et l'éolien.
Abu Dhabi National Oil Company (Adnoc, dirigée comme la COP28 par Sultan Al-Jaber) a annoncé en 2022 un objectif de réduction de ses émissions de méthane d’ici à 2025.